# Eva Lüdi Kong

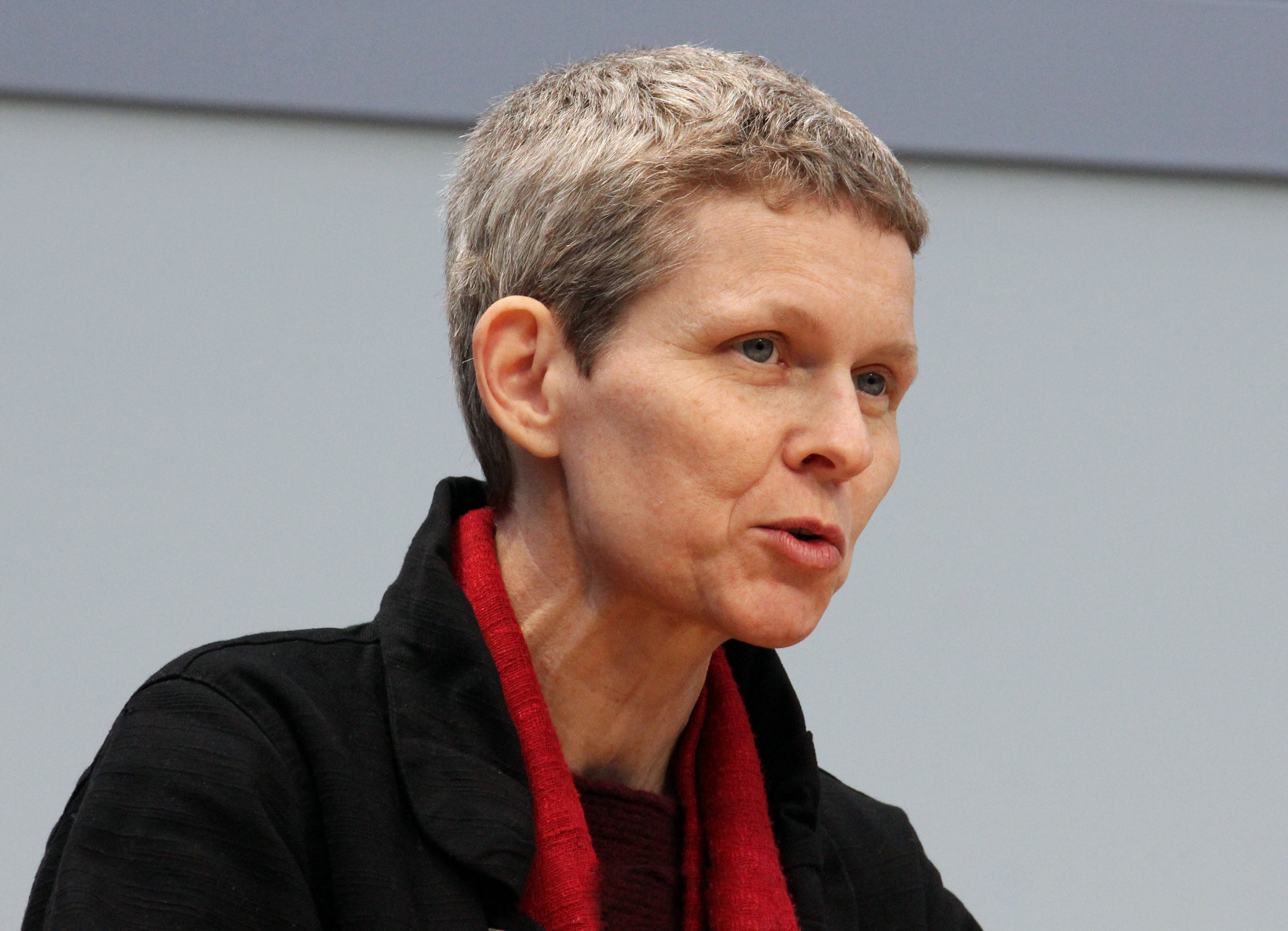
Eva Lüdi Kong auf der Leipziger Buchmesse 2017

Eva Lüdi Kong (* 1968 in Biel, chinesische Pseudonyme 林小發 / 林小发,  Lín Xiǎofā，林觀殊 / 林观殊,  Lín Guānshū) ist eine Schweizer Sinologin, Übersetzerin und Kulturvermittlerin.

## Leben
Eva Lüdi Kong studierte Sinologie in Zürich sowie chinesische Kalligrafie und Druckgrafik an der Chinesischen Hochschule der Künste in Hangzhou (Zhejiang). Ein weiteres Studium der klassischen chinesischen Literatur an der Zhejiang-Universität schloss sie mit dem Master ab. Bereits während ihres Studiums war sie als Sprachlehrerin, Dolmetscherin und Übersetzerin tätig. Lüdi Kong lebte und arbeitete von 1990 bis 2016 überwiegend in China, wo sie auch in der Lehre und Forschung tätig war. Ende der 1990er-Jahre war sie mit zwei weiteren Sinologinnen in der Schweiz Mitbegründerin von Sinokultur, der Vereinigung für China-Kulturvermittlung. Das Kulturangebot sollte das ihrer Meinung nach im Westen zu wenig beachtete zeitgenössische Kulturschaffen Chinas bekannter machen und richtete sich vor allem an ein jüngeres Publikum.
Lüdi Kong arbeitet heute als freiberufliche Übersetzerin und Sprachlehrerin in der Schweiz. Für die erste vollständige deutsche Übersetzung des klassischen chinesischen Romans Die Reise nach Westen erhielt sie 2017 den Preis der Leipziger Buchmesse. Lüdi Kong arbeitete siebzehn Jahre an der Übersetzung des Werkes, das im 16. Jahrhundert zur Zeit der Ming-Dynastie von Wu Cheng’en verfasst wurde und zu den vier klassischen Romanen der chinesischen Literatur zählt. Der Reclam-Verlag investierte 80.000 Euro in die Veröffentlichung des über 1300 Seiten langen Werkes, das 1,5 kg wiegt. Lüdi Kong hält Die Reise nach Westen für ein „Gemeinschaftswerk vieler Generationen von Erzählern“ und im Vergleich zu den drei anderen klassischen Romanen für leicht lesbar. Sie verglich den Roman in einer wissenschaftlichen Arbeit u. a. mit Dante Alighieris Göttliche Komödie, da auch dort eine Suche nach dem „rechten Weg“ beschrieben wird.

## Veröffentlichungen
- 2002: Hefte für ostasiatische Literatur Nr. 32, Iudicium Verlag, München, ISBN 978-3-89129-355-3 • ISSN 0933-8721. Wu kong – Die Leere erkennen: Das 1. Kapitel des Romans Die Reise in den Westen (Aus dem Chinesischen von Eva Luedi Kong).
- 2005: Mahjong: chinesische Gegenwartskunst aus der Sammlung Sigg. Hatje Cantz, Ostfildern-Ruit, ISBN 978-3-7757-1612-3 (anlässlich der Ausstellung Mahjong – Chinesische Gegenwartskunst aus der Sammlung Sigg, Kunstmuseum Bern 13. Juni – 16. Oktober 2005, Hamburger Kunsthalle Herbst 2006, herausgegeben von Bernhard Fibicher und Matthias Frehner, Textbeiträge u. a. von Ai Weiwei und Werknotizen u. a. von Nataline Colonnello; Übersetzung: Udo Breger und Eva Lüdi-Kong).
- 2006: Typo China / Museum für Gestaltung Zürich, Plakatsammlung. Mit einem Essay von Eva Lüdi Kong. Konzept, Redaktion: Felix Studinka, Christina Reble. Übersetzung: Michael Robinson; Müller, Baden, ISBN 978-3-03778-078-7.
- 2006: Parkett No.76. Übersetzung v. Zhang Wei, Gedankenwandel – Eigentlich ist das Leben schön.
- 2008: Mingjun Luo, Verwehter Staub, Verlag für moderne Kunst Nürnberg. Übersetzung diverser Texte.
- 2010: Culturescapes China – Chinas Kulturszene ab 2000, Chr. Merian Verlag, ISBN 978-3-85616-514-7. Übersetzung diverser Texte.
- 2010: Hefte für ostasiatische Literatur Nr. 48/49, Iudicium Verlag, München, ISBN 978-3-86205-174-8 • ISSN 0933-8721. Übersetzung v. Zhao Chuan: Shanghai, Linie Nr. 49.
- 2014: Materialdienst (Zeitschrift für Religions- und Weltanschauungsfragen, EZW), 77. Jahrgang. Übersetzung v. Cui Liming, Leid und Erlösung – Ein Daoist blickt auf drei Religionen.
- 2014: Journal of Contemporary Chinese Art, Vol. 1. No. 1, ISSN 2051-7041. Jörg Huber & Eva Lüdi Kong, Care of the Self.
- 2015: Leuchtspur. Neue chinesische Literatur, Foreign Languages Press, Beijing, ISBN 978-7-119-09627-8. Übersetzung v. Han Shaogong, Die Prophezeiung am Nordtor; He Jianming, John Rabe.
- 2016: Leuchtspur. Neue chinesische Literatur, Foreign Languages Press, Beijing, ISBN 978-7-119-10182-8. Übersetzung von Zhao Zhiming, Der Hundertfüsser im Fels.
- 2016: Viceversa – Jahrbuch der Schweizer Literaturen, Limmat Verlag, Zürich, ISBN 978-3-85869-685-4, Übersetzung und Kommentar: Zhang Dai, Sommervollmond am Westsee und andere Texte.
- 2016: Die Reise in den Westen. Roman, übersetzt, kommentiert und herausgegeben von Eva Lüdi Kong, Reclam, Stuttgart, ISBN 978-3-15-010879-6.
- 2018: Zhou Xingsi, Der Tausend-Zeichen-Klassiker. Chinas älteste Grundschulfibel und bekannteste Textgrundlage der Schriftkunst. Übersetzt und kommentiert von Eva Lüdi Kong, Reclam 2018.
- 2019: Der Schlüssel zur «Reise in den Westen» – Entstehung und Deutung des Romans. Übersetzt und herausgegeben von Eva Lüdi Kong. Reclam 2019.
- 2020: Zhu Zhirong, Philosophie der chinesischen Kunst, Publikation bei LIT-Verlag, Berlin 2020.

## Auszeichnungen
- 2017: Preis der Leipziger Buchmesse für die Übersetzung des Romans Die Reise in den Westen (Kategorie: Übersetzung)
- 2019: Wu Cheng’en Übersetzerpreis der Stadt Huai’an für die Übersetzung des Romans Die Reise in den Westen.
- 2021: Gottsched-Stipendium des Deutschen Übersetzerfonds 2021.